# 장수하늘소
장수하늘소(長壽-. 학명: Callipogon relictus 칼리포곤 렐릭투스[*])는 하늘소과에 속하는 곤충이다. 동아시아에 서식하는 딱정벌레류 중에서 가장 큰 종으로 그 길이가 110mm에 이르기도 한다. 대한민국에서는 산림을 해치는 해충이라 분류하나 이는 인간 중심의 가치관에서 비롯된 생각이고 생태계 유지에 있어 매우 중요한 역할을 한다. 본 종은 멸종의 위협을 받아 천연기념물과 멸종 위기 야생 동물로 지정되어 보호받고 있다. 1980년대 중반 이후 거의 발견되지 않았고 2000년대 이후 발견된 것은 2002년에 수컷 한 마리, 2006년, 2014년 여름에 암컷/수컷 한 마리가 채집되었다. 성충의 평균 수명은 1개월 정도로 매우 짧다. 그 대신 유충 기간이 7년 정도로 사슴벌레, 장수풍뎅이와 비교해 매우 길다.

## 특징

### 성충
잘 발달한 몸은 검정빛을 띠고 갈색의 딱지날개 및 흑갈색의 발이 있으며, 전흉배판에는 털이 난 밝은 점무늬 두 쌍이 있다.(성충) 턱과 더듬이의 크기 및 모양은 개체별로 다양하다. 더듬이는 점이 있고 꽤 길다. 첫 마디는 짧고 두껍다. 세 번째 마디는 크며 네 번째 및 다섯 번째 마디를 합친 것보다 길다. 네 번째 마디는 다섯 번째 마디와 길이가 같거나 약간 더 길며, 열한 번째 마디는 첫 번째 마디보다 길다. 세 번째 마디~열 번째 마디의 아랫부분에는 가시가 있다.
큰턱은 두 개의 이빨을 가지고 있으며 수컷의 경우 머리가 길고 매우 큰 반면, 암컷은 훨씬 짧다. 턱의 윗면은 거칠고 주름진 반점으로 덮여 있으며, 턱 아랫쪽과 아랫입술은 두껍고 덥수룩한 주황색 펠트를 가지고 있다. 전흉배판은 불룩하고 양 옆으로 가느다란 가시가 나 있는데, 수컷보다는 암컷에게서 더 길게 나타난다. 소린부는 노란색 털들로 빽빽하게 덮여 있다. 딱지날개는 매우 길며 매우 길고 윗부분이 둥글며 암컷보다 수컷의 딱지날개가 더 빛난다.

### 애벌레, 알, 번데기
애벌레는 흰빛을 띠며 큰턱은 검정색이다. 전흉배판의 앞쪽 절반에는 네 개의 좁은 홈을 가진 빨간 가로줄무늬가 있다. 애벌레의 몸은 거대하며, 황백색이고, 매우 적은 수의 고운 노랑 털로 덮여 있다. 머리는 앞가슴쪽으로 크게 뒤로 빠져있고 전구체(epistome)는 잘 구분되어 있다. 전방봉합선은 뚜렷하며 세로 방향 테두리는 명확하게 드러나 있다. 하구체는 세로 방향의 경판 두 개가 구성된 것이며, 튀어나와 있는 균형판에 의해 분리되어 있다. 이마는 작으며 가로놓아져 있으며 흰색이다. 전흉배판은 머리의 대부분을 덮고 있다. 전흉배판의 순판은 앞쪽이 매끄럽고 뒤쪽은 주름으로 빽빽하게 덮여 있다. 가슴다리는 짧으며 발톱은 길고 두꺼운 털로 덮여 있다.
알은 타원형이며 길이 6–7 mm (0.24–0.28 in)}이다. 초기 령일 때에는 분홍색을 띠다가 어두워지고 검은색으로 변한다. 알의 장막은 깊고 두꺼우며  약간 각이 진 세포를 가지고 있다. 세포 사이의 간격은 세포 자체보다 작다.
번데기는 튼튼한 몸체를 가지고 있으며, 더듬이가 옆으로 눌려 있다. 전흉배판 의 가운데로 좁은 세로 홈이 있다. 복부는 넓고 위쪽으로 매우 협소하다. 복부의 배판은 튀어나와 있고 짧고 두꺼운 가시로 덮여 있다.

## 분포
장수하늘소는 러시아에서 아무르주 내에 있는 라이치힌스크의 남쪽 및 동남쪽 지역에 서식한다. 힝강과 노르스크 보호구역, 하바롭스크 변경주 남부 (하바롭스크 남부), 유대인 자치주 및 프리모르스키 변경주에서도 흔하다. 가장 북쪽에 위치한 관찰이 아무르주의 에킴찬이라는 마을 부근에서 보고되었다. 러시아 외 서식지역으로는 중국 북동부, 북한, 대한민국이 있다. 기후 변화로 인해 북쪽 분포가 증가할 것으로 예상된다.

## 생태
장수하늘소는 혼합림 및 활엽림에 서식한다. 온대침엽수림에도 서식하는지는 알려지지 않았으나, 가끔씩 침엽수 나무농장에서 발견되곤 한다. 애벌레는 썩은 나무를 먹으며 성충은 피나무속, 느릅나무 및 기타 수목의 나무줄기에서 흘러나오는 수액을 마신다. 포획된 암컷 한 마리는 한 번에 최대 0.5 밀리리터 (0.018 imp fl oz; 0.017 US fl oz)의 당밀을 마신다. 성충은 주행성이며 밤에는 빛을 따라 다닌다. 낮에는 암컷이 수컷보다 더 많이 날아다니기 때문에 더 자주 접하게 된다.
애벌레는 느릅나무, 들메나무, 피나무, 황철나무 등의 나무에서 자라며, 드물게 신갈나무, 상수리나무, 비술나무, 거제수나무, 서어나무 및 복장나무에서도 보인다.
녹강균(맥각균과) 형태의 곤충병원성진균은 장수하늘소 성충을 포함한 다양한 곤충에게 치명적이다.

## 보전

### 대한민국의 인공번식 성공
국립생물자원관은 장수하늘소 증식·복원 연구 사업을 통한 인공 증식으로 남한에서 거의 멸종에 이른 장수하늘소를 성충으로 만드는데 성공했다고 밝혔다. 이 연구는 한국에서는 처음으로 성충에서 직접 받은 알에서부터 시작해 애벌레, 번데기 과정을 거쳐 4년 만에 암수 한 쌍의 장수하늘소 성충을 만드는데 성공한 것이다. 자원관은 영월곤충박물관과의 공동 연구를 통해 중국 등 자생지에서 살아있는 장수하늘소 성체를 도입해 교미 및 산란유도로 인공증식을 시도했다. 또한 이 과정에서 자원관은 증식·복원을 위해 반드시 필요하지만 지금까지 알려지지 않았던 장수하늘소의 산란, 유충시기, 번데기 및 성충 등에 관한 자세한 생태정보를 확보하는 성과를 냈다. 장수하늘소는 먹이식물에 대한 단편적인 정보만이 알려져 있을 뿐 기초적인 생태정보조차 알려지지 않은 채 남한에서 거의 멸종에 이른 상태다. 특히 이번 연구 사업은 장수하늘소 증식·복원의 신호탄을 터뜨린 것이라는 점에서 의미가 크다. 국립생물자원관은 우리나라 환경에 적합한 장수하늘소 증식 및 보전 방법을 연구 중에 있으며, 이번 성과를 바탕으로 앞으로 한국 서식지에 단계적으로 정착시킬 방법을 마련할 계획이다. 이의 일환으로 이번에 태어난 암수 한 쌍을 이용해 향후 복원 연구에 매우 중요한 의미를 가지는 후세대 장수하늘소 발생가능 여부에 관한 연구를 진행 중이다. 또한 이번 연구를 통해 확보된 장수하늘소의 짝짓기, 산란, 부화, 유충의 섭식 모습 등 행동 및 생태 단계별 이미지 자료와 동영상 자료들을 학술적, 교육적 자료로 다양하게 활용할 예정이다.

### 장수하늘소의 생태·보전학적 연구

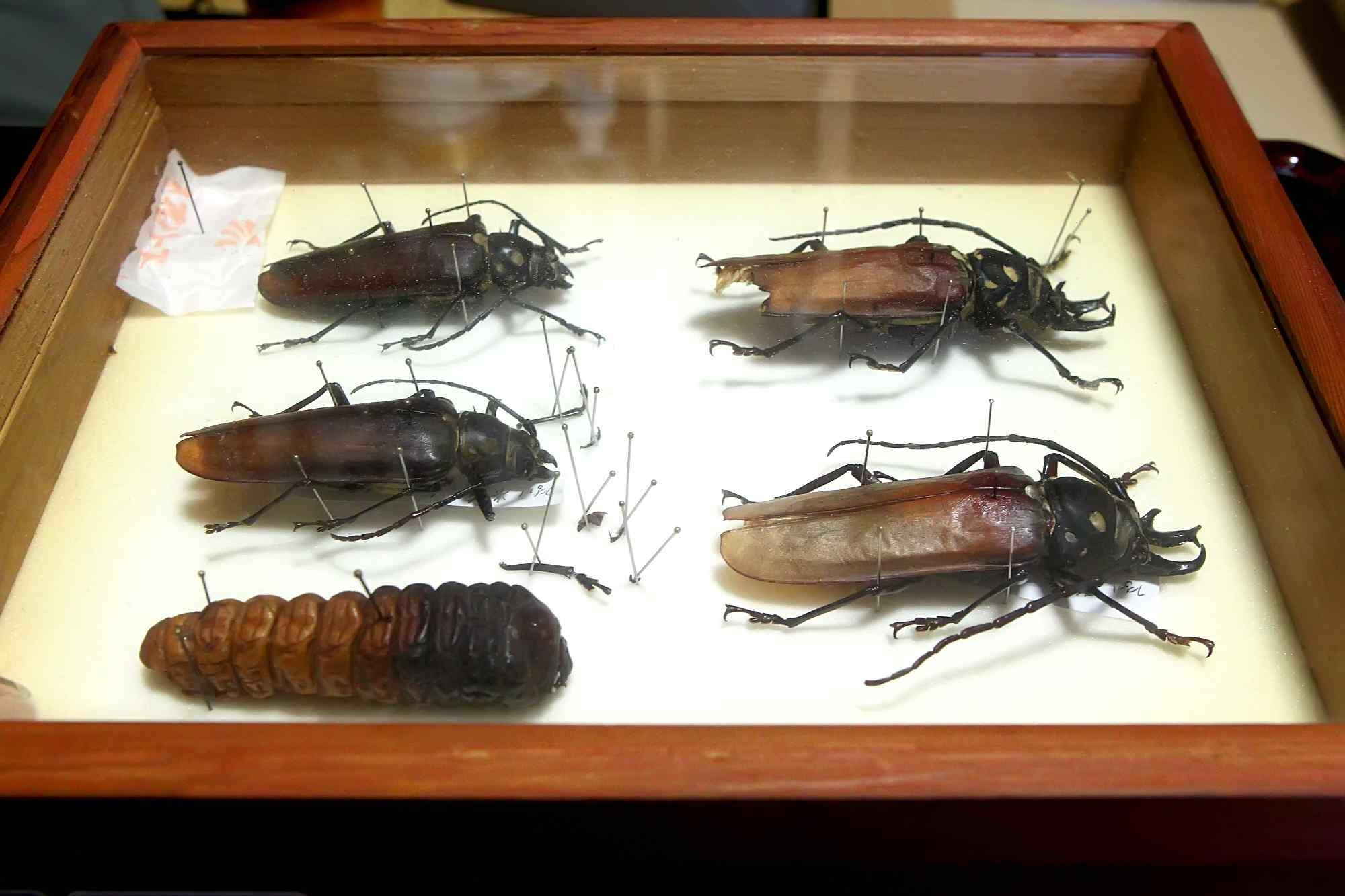
곤충 연구가 홍승표가 문화재청에 기증한 장수하늘소 표본. 수컷 2마리와 암컷 2마리, 그리고 애벌레 1마리.

산림청 국립수목원과 문화재청 국립문화재연구소가 장수하늘소라는 공통의 주제에 대하여 연구의 효율성을 높이기 위해 광릉숲 내에서 공동 서식실태 조사를 진행하는 등 장수하늘소에 대한 계통분류학적·보전학적 연구를 공동 진행하기로 계획하였으며, 자연에서 번식하는 장수하늘소가 성충까지 자라는 데 걸리는 시간은 보통 5∼7년이나, 산림청 국립수목원은 장수하늘소가 16개월만에 알에서 성충까지 자랄 수 있는 방법을 개발했다. 이 기술을 숲에서 서식하는 장수하늘소에 적용해 개체수가 늘어난다면 서식처 환경 선호도, 비행 거리 등 정밀한 생태연구로 확장될 전망이다.